# Numer rozliczeniowy
Numer rozliczeniowy – unikatowy numer identyfikujący dostawcę usług płatniczych prowadzącego rachunki płatnicze i uczestniczącego w systemach płatności.
Numer rozliczeniowy pozwala usprawniać i automatyzować transakcje finansowe. Przydziałem numerów rozliczeniowych instytucjom i ich jednostkom organizacyjnym zajmuje się bank centralny. Długość i format numeru regulują przepisy miejscowe w danym kraju.

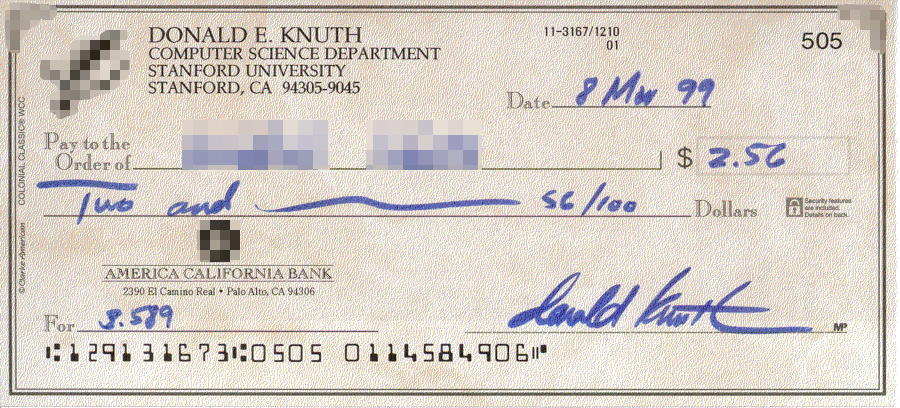
Czek, w którego dolnej części widoczny jest maszynowy numer rozliczeniowy banku i numer rachunku wystawcy

## Zastosowanie
Numery rozliczeniowe pozwalają w sposób niezawodny i bezbłędny kierować czeki, zlecenia płatnicze i inne komunikaty do właściwej instytucji finansowej. Przykładowo, klient wypełniając polecenie przelewu (na papierowym formularzu lub elektronicznie) podaje zawsze numer rozliczeniowy banku adresata. W zależności od kraju, numer ten jest zawarty w numerze rachunku kontrahenta lub należy go podać w oddzielnym polu. Na podstawie tych danych, izba rozliczeniowa (ang. Automated Clearing House) skieruje zlecenie do banku prowadzącego rachunek beneficjenta, a w wyniku rozrachunku przekaże temu bankowi również środki na pokrycie transakcji.
Numery rozliczeniowe mają zastosowanie przede wszystkim w obrocie krajowym. Płatności zagraniczne kierowane są przeważnie w oparciu o kod BIC zaś transakcje kartowe w oparciu o numer BIN.

## Numeracja stosowana w Polsce
W Polsce przydziału numerów rozliczeniowych dokonuje Narodowy Bank Polski na wniosek danego banku. Numer rozliczeniowy zawiera 8 cyfr, na które składają się:
- identyfikator instytucji (4 cyfry), z zastrzeżeniem, że może nim być:
  - trzycyfrowy wyróżnik banku centralnego, banku komercyjnego lub zrzeszenia banków spółdzielczych uzupełniony cyfrą zero;
  - czterocyfrowy wyróżnik banku spółdzielczego lub centrali KSKOK.
- identyfikator oddziału (3 cyfry), ciąg „000” przeważnie oznacza centralę;
- cyfra kontrolna używana do sprawdzania poprawności całego nr rozliczeniowego.

Numery polskich rachunków bankowych w zapisie 26-cyfrowym zawierają numer rozliczeniowy na pozycjach od 3. do 10. zaś w zapisie międzynarodowym IBAN – na pozycjach od 5. do 12. (nie licząc spacji oddzielające bloki cyfr).

### Przykłady
| Kompletny nr rozliczeniowy | Instytucja                         | Oddział                              | Cyfra kontrolna |
| -------------------------- | ---------------------------------- | ------------------------------------ | --------------- |
| 11402004                   | 114 – mBank SA                     | 200 – Oddział Bankowości Detalicznej | 4 – nr poprawny |
| 12400001                   | 124 – Bank Polska Kasa Opieki SA   | 000 – Centrala                       | 1 – nr poprawny |
| 93931010                   | 9393 – Bank Spółdzielczy w Wolinie | 101 – Oddział w Lipianach            | 0 – nr poprawny |
| 10501012                   | 105 – ING Bank Śląski SA           | 101 – Oddział w Legionowie           | 2 – nr poprawny |

Numer rachunku bankowego (w przykładzie wykorzystano rachunek ZUS):

83 1010 1023 0000 2613 9510 0000

PL83 1010 1023 0000 2613 9510 0000